# Емерсон Родрігес
Емерсон Рівальдо Родрігес (ісп. Emerson Rivaldo Rodríguez, нар. 25 серпня 2000, Буенавентура) — колумбійський футболіст, нападник болгарського клубу «Лудогорець». Виступав також за низку колумбійських і закордонних клубів. Чемпіон Болгарії.

## Ігрова кар'єра
Емерсон Родрігес народився 2000 року в місті Буенавентура, та є вихованцем футбольної школи клубу «Мільйонаріос». У 2019 році клуб віддав Родрігеса в оренду до клубу «Вальєдупар», після повернення з якої нападник став гравцем основного складу клубу з Боготи У 2022 році футболіст перейшов до складу клубу MLS «Інтер» (Маямі), в якому початково грав у стартовому складі, проте в 2023—2024 роках флоридський клуб віддавав колумбійця в оренду до мексиканського клубу «Сантос Лагуна», колишнього клубу футболіста «Мільйонаріос», та бразильського клубу «Васко да Гама».
З 2025 року Емерсон Родрігес грає у складі болгарського клубу «Лудогорець». У складі команди колумбійський футболііст у сезоні 2024—2025 років став чемпіоном Болгарії.

## Титули і досягнення
- Чемпіон Болгарії (1):

«Лудогорець»: 2024–2025
- Володар Кубка Болгарії (1):

«Лудогорець»: 2024–2025
- Володар Суперкубка Болгарії (1):

«Лудогорець»: 2024